# Sammontana (Radsportteam 1973–1974)

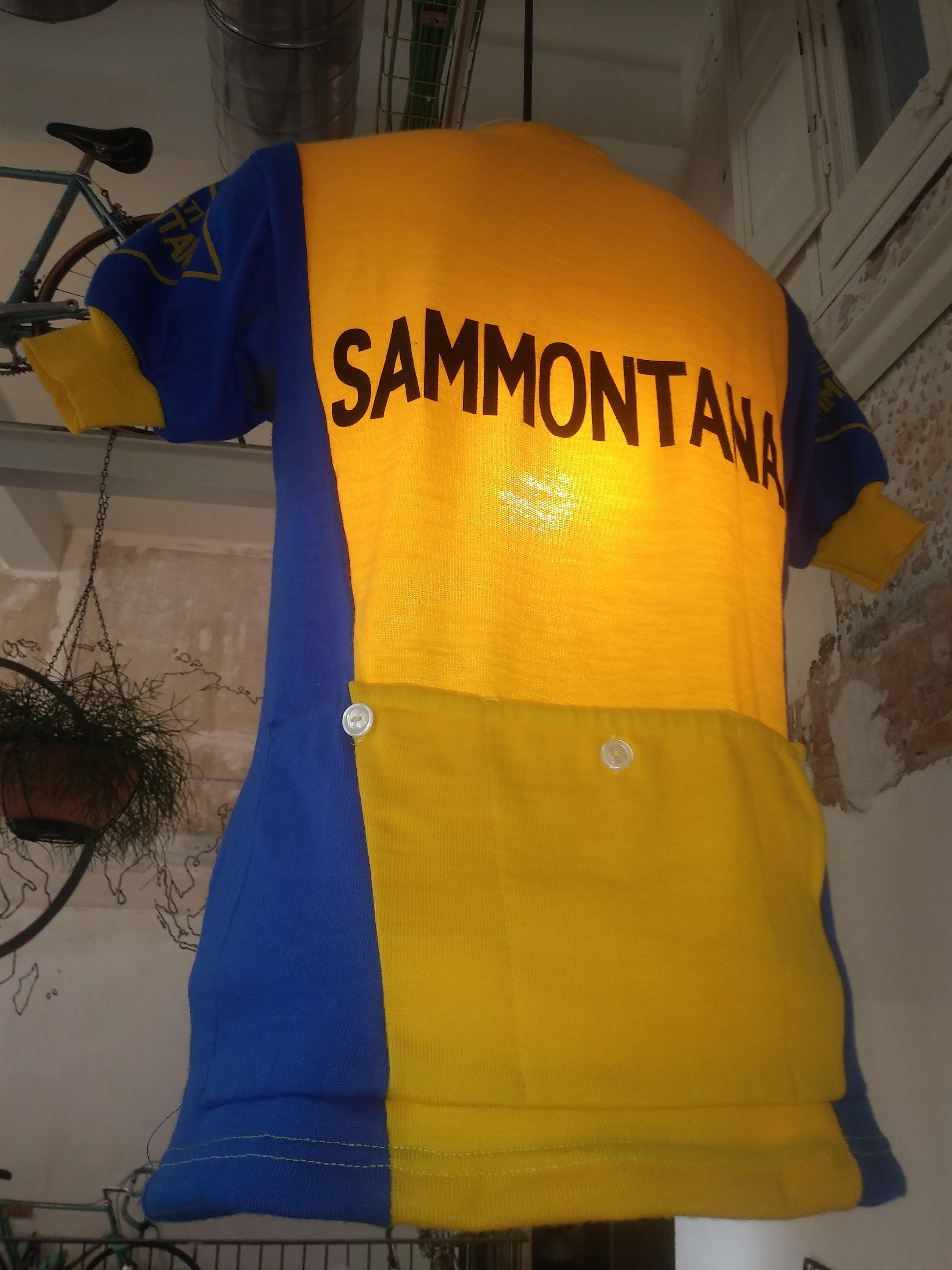
Teamtrikot Sammontana

Sammontana war ein italienisches Radsportteam, das von 1973 bis 1974 bestand.

## Geschichte
Das Team wurde 1973 unter der Leitung von Alfredo Martini gegründet. 1973 wurden zweite Plätze bei Mailand-Turin, dem Giro di Puglia, dem Giro di Toscana, Platz 3 beim Gran Premio Industria e Commercio di Prato sowie Platz 12 beim Giro d’Italia erreicht. 1974 wurden zweite Plätze beim GP Alghero, beim Giro di Romagna, bei Grosser Preis des Kantons Aargau und Platz 4 bei der Coppa Bernocchi, Platz 5 beim Giro del Veneto und Platz 15 beim Giro d’Italia erzielt. Am Ende der Saison 1974 wurde das Team aufgelöst.
Hauptsponsor war ein italienischer Speiseeishersteller.

## Erfolge
1973
- Giro dell’Emilia
- Giro del Veneto
- Coppa Sabatini
- eine Etappe Giro di Puglia
- eine Etappe Giro di Sardegna

1974
- eine Etappe Giro d’Italia
- Gran Premio Industria e Commercio di Prato
- Coppa Sabatini
- eine Etappe Tirreno-Adriatico
- À travers Lausanne

## Monumente-des-Radsports-Platzierungen
| Monument            | 1973 | 1974 |
| ------------------- | ---- | ---- |
| Mailand–Sanremo     | 11   | 26   |
| Lombardei-Rundfahrt | 9    | 4    |

## Grand-Tour-Platzierungen
| Grand Tour        | 1973 | 1974 |
| ----------------- | ---- | ---- |
| Giro d’ItaliaGiro | 12   | 15   |

## Bekannte Fahrer
- Franco Bitossi (1973)
- Roberto Poggiali (1973)
- Mauro Simonetti (1973–1974)